# Jawory Stare (gromada)
Jawory Stare – dawna gromada, czyli najmniejsza jednostka podziału terytorialnego Polskiej Rzeczypospolitej Ludowej w latach 1954–1972.
Gromady, z gromadzkimi radami narodowymi (GRN) jako organami władzy najniższego stopnia na wsi, funkcjonowały od reformy reorganizującej administrację wiejską przeprowadzonej jesienią 1954 do momentu ich zniesienia z dniem 1 stycznia 1973, tym samym wypierając organizację gminną w latach 1954–1972.
Gromadę Jawory Stare z siedzibą GRN w Jaworach Starych utworzono – jako jedną z 8759 gromad na obszarze Polski – w powiecie ostrołęckim w woj. warszawskim, na mocy uchwały nr VI/10/10/54 WRN w Warszawie z dnia 5 października 1954. W skład jednostki weszły obszary dotychczasowych gromad Chełsty, Dąbrówka(), Jawory Podmoście, Jawory Stare, Jawory-Wielkopole, Kruszewo i Smólnik ze zniesionej gminy Goworowo w tymże powiecie. Dla gromady ustalono 14 członków gromadzkiej rady narodowej.
1 stycznia 1959 z gromady Jawory Stare wyłączono wieś Chełsty, włączając ją do gromady Różan w powiecie makowskim.
Gromadę zniesiono 31 grudnia 1959, a jej obszar włączono do gromady Goworowo w tymże powiecie.